# Martina (filha de Heráclio)
Martina ou Anastácia foi uma nobre do século VII, filha do imperador Heráclio (r. 610–641) e sua segunda esposa e sobrinha, a imperatriz Martina (r. 613–641), e irmã de Davi, Fábio, Heraclonas, Marino, Teodósio, Augustina e Febrônia. Segundo o patriarca de Constantinopla Nicéforo I (r. 806–815), ela foi nomeada como augusta. Sua nomeação, segundo os autores da PIRT, ocorreu em data incerta em meados do século VII.
Walter Kaegi, contudo, considera que sua coroação ocorreu em 4 de janeiro de 638, durante a cerimônia de coroação, celebrada no Augusteu, de seus irmãos Heraclonas, Augustina e Davi como augusto, augusta e césar respectivamente. Essas nomeações tinham como propósito solidificar a dinastia reinante, porém não obtiveram o resultado esperado, trazendo controvérsia e ressentimento ao imperador.